# Theophanes der Grieche
Theophanes der Grieche, auch russisch Феофан Грек Feofan Grek (* vermutlich um 1330/1340; † um 1410) war ein griechischer Ikonenmaler aus Konstantinopel.

## Leben
Theophanes kam um 1370 nach Russland und führte dort den spätbyzantinischen Stil der bewegten Komposition ein. In den 1390er Jahren kam er nach Moskau. Es gelang ihm zwar nicht dort eine eigene Schule zu begründen, er konnte jedoch mit der Unterstützung durch Metropolit Kiprian (1375–1406) rechnen, der das russische liturgische Leben reformierte. Er arbeitete mit dem Ikonenmaler Andrei Rubljow zusammen dessen Lehrmeister er war. Theophanes und seinen Schülern wird eine Gruppe von Ikonen zugeschrieben, so unter anderem das Bild Donskaja („Gottesmutter vom Don“), das dem russischen Heer in der Schlacht auf dem Kulikowo Pole beigestanden haben soll. Es wurde am Ende des 14. Jahrhunderts für die Uspenskij-Kathedrale in Kolomna angefertigt und im 16. Jahrhundert in die Mariä-Verkündigungs-Kathedrale des Moskauer Kreml überführt. Die Legende besagt, dass dieses Bildnis von den Kosaken dem Fürsten Dmitri Iwanowitsch Donskoi vor der Schlacht übergeben worden sein.
Im Jahre 1408 soll er gemeinsam mit anderen Künstlern die erste steinerne Kirche der dritten Bauperiode der Mariae-Verkündigungs-Kathedrale im Moskauer Kreml ausgemalt haben. Obwohl er zahlreiche Werke geschaffen haben soll, können ihm lediglich die Fresken aus dem Jahr 1378 in der Christi-Verklärungs-Kirche, Nowgorod sicher zugeschrieben werden. Theophanes soll zudem der Initiator einer Ikonostase mit Ganzfiguren, die sogenannten Verehrungsreihe, gewesen sein, die als „Mauer von Zeugen“ der göttlichen Vorsehung angesehen werden. Sie beginnt mit der Schöpfung der Welt und reicht bis ans Ende der Menschheitsgeschichte. An die Wand der Verkündigungskathedrale soll er eine Apokalypse gemalt haben. Auch auf die Entwicklung der bildlichen Gestaltung des Erzengels Michael soll er einen Einfluss gehabt haben.

## Werke (Auswahl)
- Gottesmutter vom Don
- Ikone der Verklärung des Herrn
- Festtagsikone.

Fresken und Ikonen
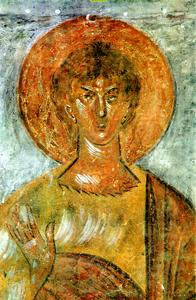
Christi-Verklärungs-Kirche, Nowgorod (Fragment)
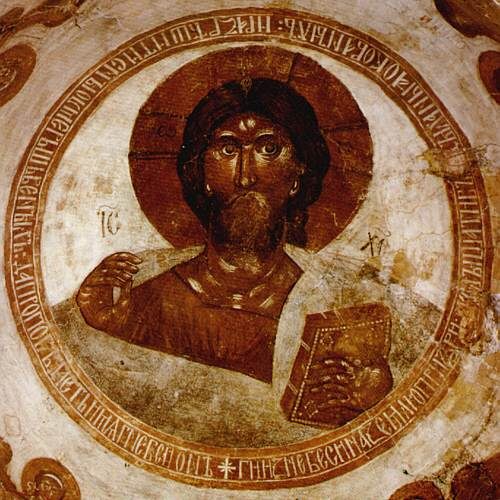
Pantokrator, Christi-Verklärungs-Kirche, Nowgorod
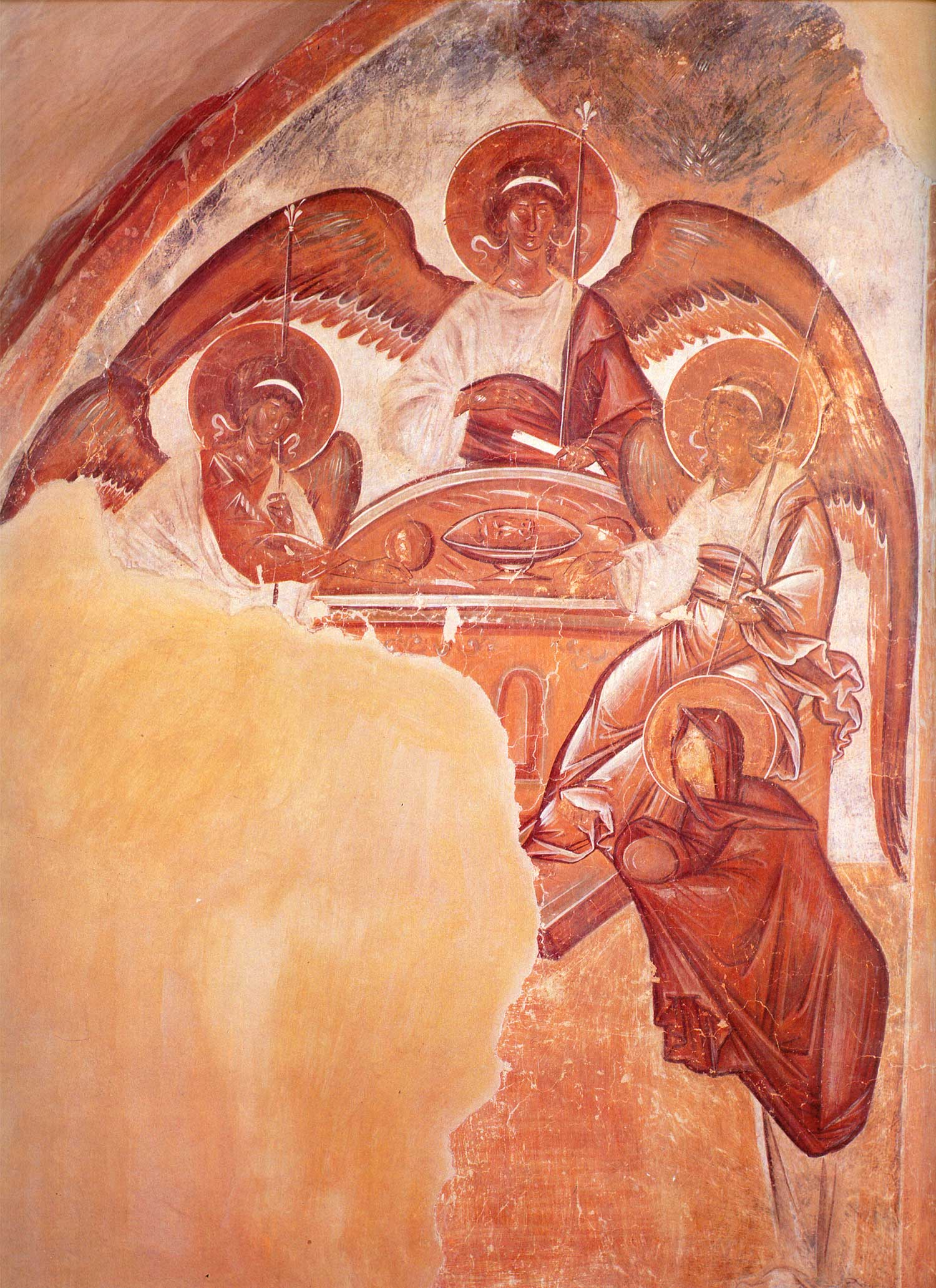
Heilige Dreifaltigkeit, Christi-Verklärungs-Kirche, Nowgorod
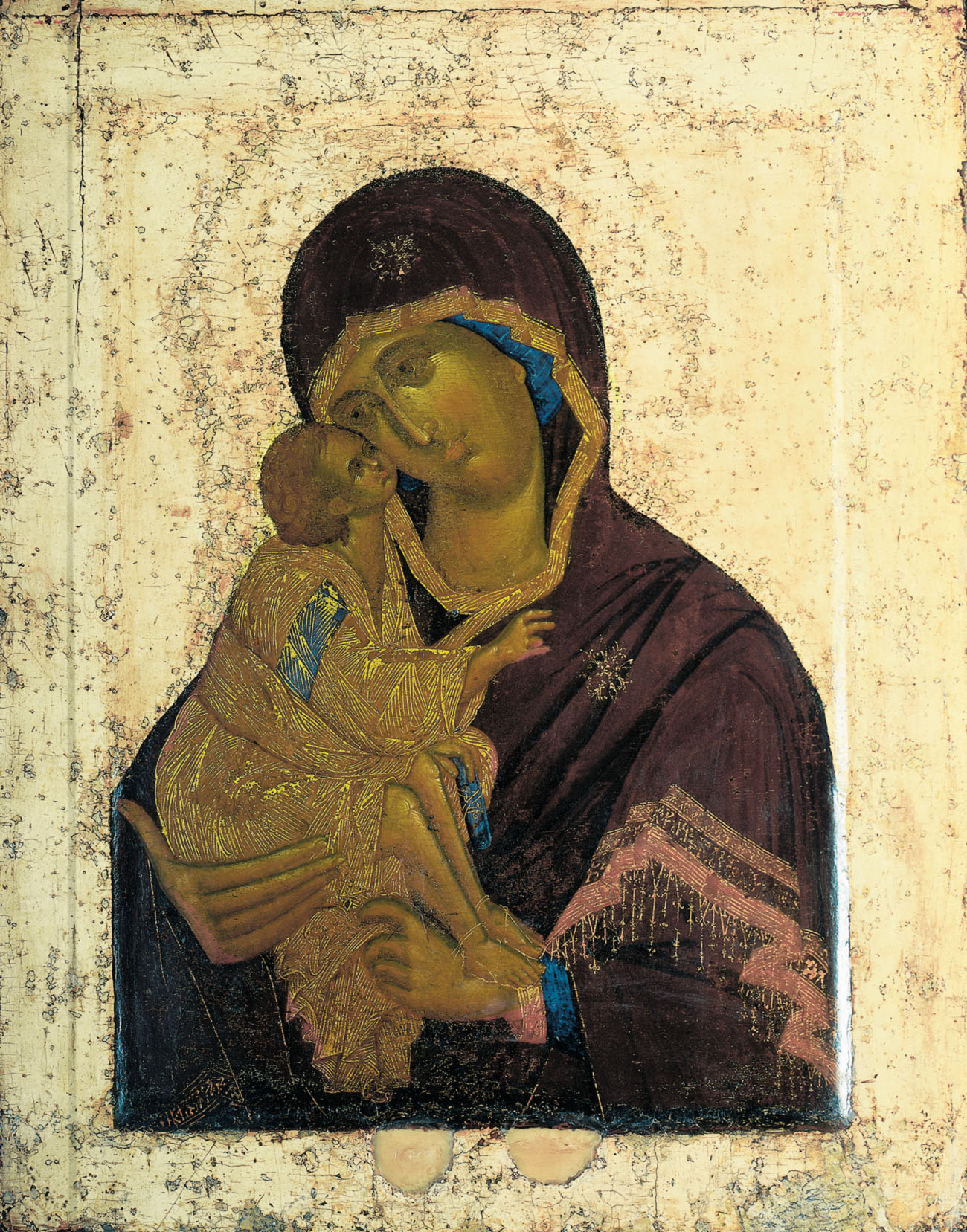
Heilige Mutter vom Don
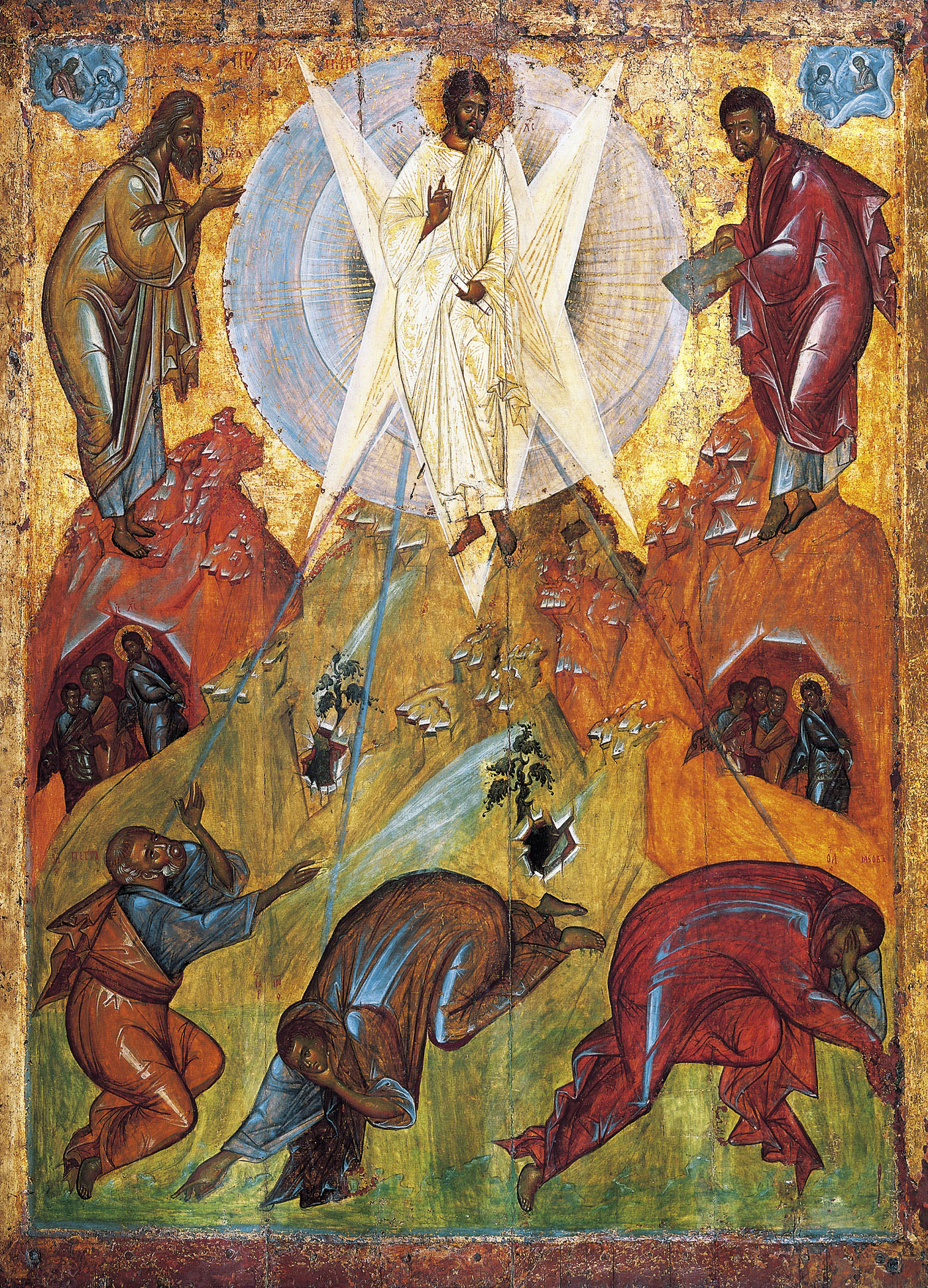
Verklärung des Herrn